# Syspasis carinator
Syspasis carinator là một loài tò vò trong họ Ichneumonidae.